# Trenonatura

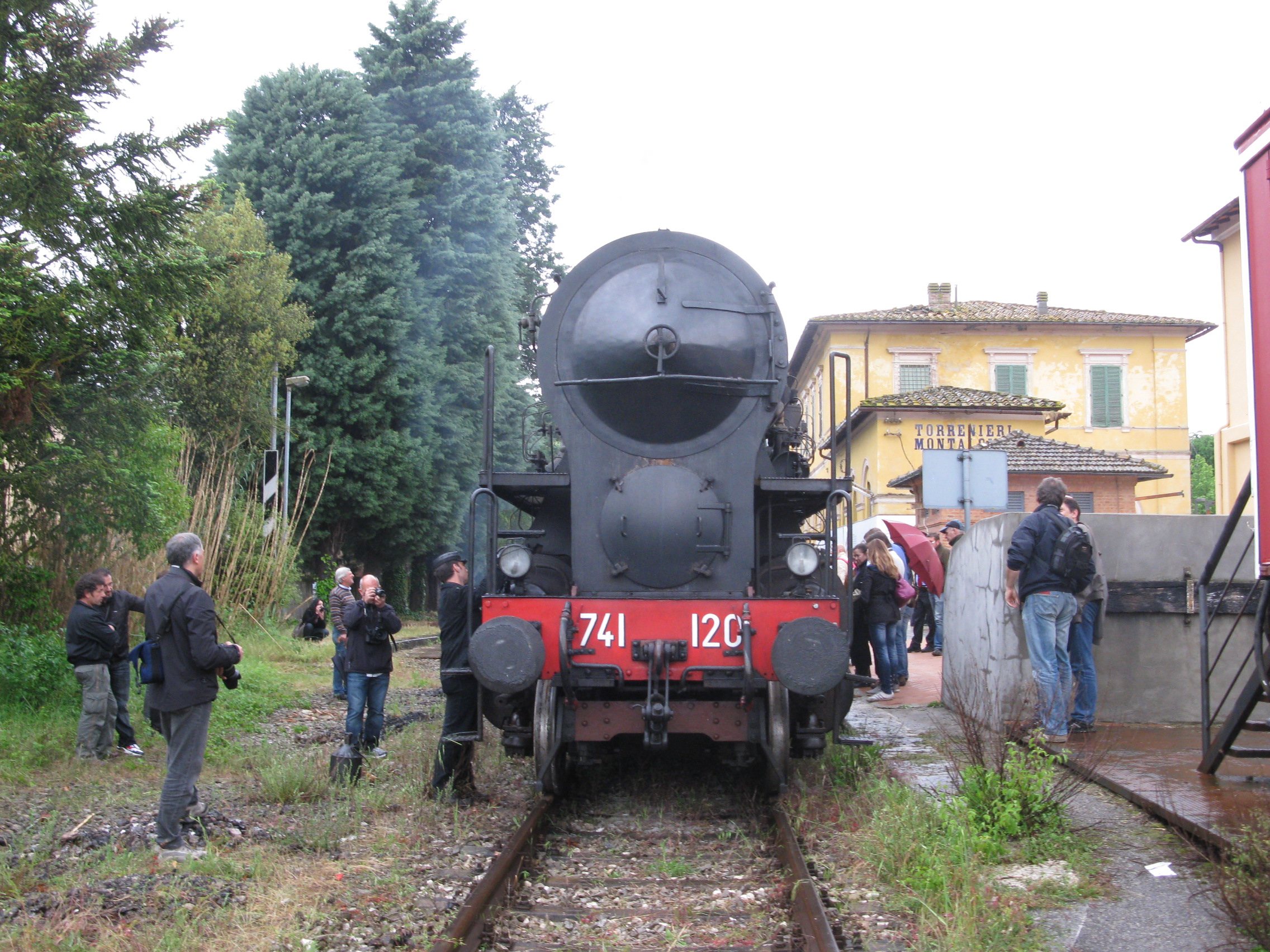
Il trenonatura presso la stazione di Torrenieri-Montalcino

Il Trenonatura è un treno turistico che viaggia prevalentemente sulla linea Asciano – Monte Antico, chiusa al servizio viaggiatori nel 1994.
Gli eventi sono realizzati grazie alla collaborazione tra la Fondazione FS Italiane, Rete Ferroviaria Italiana, l'Associazione Toscana Treni Storici Italvapore, Trenitalia ed al supporto economico della Società Terre Di Siena, della Provincia di Siena e del Parco Artistico Naturale e culturale della Val d'Orcia.
Per contenere i costi i volontari si occupano dell'assistenza ai clienti e della valorizzazione delle attrattive presenti lungo la linea.

## Storia
La nascita del Trenonatura è strettamente collegata al declino della ferrovia Asciano-Monte Antico: nei primi anni novanta il traffico della linea si era ridotto a causa della poca antropizzazione del territorio e dell'assenza di traffico merci che prediligeva il trasporto su gomma.

### Periodo sperimentale (anni dal 1991 al 1995)
L'idea di utilizzare il "triangolo ferroviario", avente come vertici le stazioni di Siena, Asciano e Monte Antico (frazione del Comune di Civitella Paganico, in provincia di Grosseto) per la circolazione di treni turistici, nacque nel 1990 allo scopo di far conoscere una zona di rilevante interesse ambientale marginalmente toccata dai flussi turistici tradizionali, limitati a qualche noto centro abitato. Un gruppo di ferrovieri ed ex ferrovieri di Siena, coadiuvati dalla sezione locale del Club Alpino Italiano e dalle Ferrovie Dello Stato e sostenuti dall'Amministrazione provinciale, decise di dar vita ad un innovativo servizio di treno + trekking destinato alle comitive e denominato Trenonatura. Il marchio brevettato dell'iniziativa era di proprietà della Provincia di Siena. Per usufruire di tale servizio, l'agenzia di viaggi che ne avesse fatto richiesta avrebbe dovuto noleggiare un intero treno (come charter) e fornire un idoneo numero minimo di passeggeri. In questo periodo l'attività dei volontari si esplicava nell'illustrazione di ciò che è possibile vedere dai finestrini durante il viaggio. All'8 settembre 1991 risale il primo viaggio effettuato con questa formula, che nei quattro anni successivi riscosse scarso successo, con pochi viaggi effettuati.
Nello stesso anno, in provincia di Bergamo un locale gruppo di appassionati di ferrovie organizza per il giorno 26 maggio un treno turistico a vapore da Bergamo a Paratico Sarnico (via Palazzolo Sull'Oglio). Dato il successo dell'iniziativa, il gruppo di appassionati insieme ad alcuni soci della locale sezione del WWF e gruppi di cittadini da vita al "Comitato per il ripristino (ad uso turistico) della ferrovia (dismessa) Palazzolo - Paratico Sarnico", che nei due anni successivi organizza un numero crescente di viaggi turistici lungo la suddetta linea, con trazione diesel. Visto il successo crescente dell'iniziativa, nel 1994 il Comitato da vita all'Associazione senza fini di lucro "FBS - Ferrovia del Basso Sebino", che con la collaborazione della Direzione Trasporto Locale delle Ferrovie dello Stato, istituisce il servizio "Al lago (d'Iseo) in treno": durante alcune domeniche di luglio, agosto e settembre coloro che utilizzino i treni regionali con fermata a Palazzolo Sull'Oglio possono usufruire di un'automotrice diesel che percorre la ferrovia dismessa fino a Paratico Sarnico. È possibile anche acquistare un biglietto cumulativo che combini il tragitto in treno con la navigazione sul Lago d'Iseo. Visto il grande successo riscontrato dall'iniziativa, che successivamente ha mutato il nome in Trenoblù, i viaggi sulla linea dismessa Palazzolo Sull'Oglio - Paratico Sarnico proseguono anche negli anni successivi, con un ampliamento dell'offerta di treni turistici. Dal 1998 le due Associazioni FBS e FVO, e successivamente la FCP (Ferrovia Colle Val d’Elsa – Poggibonsi) diedero vita all’Associazione nazionale senza fini di lucro “FTI – Ferrovie Turistiche Italiane”, pur mantenendo ogni sezione la propria autonomia gestionale.

### Periodo della doppia tipologia di viaggi (anni dal 1996 al 2010)
Il 27 settembre 1994 le Ferrovie dello Stato (FS) chiusero al servizio viaggiatori la ferrovia Asciano – Monte Antico. La linea evitò il destino riservato ad altre linee chiuse nello stesso periodo, grazie alle proteste degli enti locali ed ai treni turistici. Sul finire dello stesso anno, le Ferrovie dello Stato incaricarono l'associazione Ferrovia del Basso Sebino (FBS), che aveva riscosso grande successo nel ripristinare a scopi turistici la linea Palazzolo – Paratico Sarnico, di sperimentare un'analoga attività sulla Asciano – Monte Antico. Venne istituita una nuova associazione, denominata FVO - Ferrovia della Val d'Orcia, che ripristinò il progetto del Trenonatura, grazie anche al sostegno della Provincia di Siena e dell'aiuto portato dai fondatori dei primi viaggi sulla linea Asciano - Monte Antico, fra i quali Stefano Maggi, professore dell'Università di Siena, e Giancarlo Palazzi. In questo periodo l'offerta di treni turistici si diversifica, dando luogo a due diversi tipi di viaggi. 
Dagli inizi di maggio alla prima metà di giugno e dalla metà di settembre alla fine di ottobre si svolgono le "Giornate Ordinarie con littorine d'epoca" (generalmente Aln 990 e Aln 773, più raramente Aln 873). In questo caso per ogni giornata festiva di effettuazione del Trenonatura sono previsti tre treni d'epoca con partenza dalla stazione di Siena (8:30, 11:15 e 15:40), che percorrono l'intero tragitto fino a Monte Antico via Asciano, con relativo ritorno sullo stesso percorso. Il viaggio di andata e ritorno richiede circa tre ore. Il treno delle 11:15 rientra a Siena via Buonconvento per accelerare i tempi. Non è più obbligatoria la prenotazione (eccetto che per le comitive organizzate) ed ogni viaggiatore è libero di crearsi un proprio itinerario, rientrando quando preferisce nella stazione da cui era partito ed effettuando a piacere fermate intermedie (previo avviso al capotreno con sufficiente anticipo) in qualunque stazione del percorso da Siena a Monte Antico, grazie all'istituzione di uno speciale biglietto giornaliero valido per tutti e tre i convogli del Trenonatura come pure per i treni di linea che percorrano il triangolo ferroviario Siena - Asciano - Monte Antico in quel giorno. Dunque, il turista sceso dal Trenonatura in una stazione servita anche dai treni di linea può rientrare tramite uno di questi ultimi (più rapidi) anziché utilizzare il treno turistico. È possibile anche salire a bordo del Trenonatura in una qualsiasi stazione del tragitto da Siena a Monte Antico via Asciano. In questo periodo l'opera dei volontari della FVO si svolge non solo nell'assistenza ai viaggiatori e nella descrizione del paesaggio visibile dai finestrini durante il tragitto, ma anche nell'elencazione dei principali luoghi di interesse turistico visitabili scendendo dal treno in ogni stazione toccata dal percorso. A bordo di alcune automotrici d'epoca è presente un impianto audio con gli altoparlanti fissati sul soffitto degli scompartimenti riservati ai passeggeri ed un radiomicrofono. Alcune automotrici termiche dispongono anche di un apposito spazio per il trasporto delle biciclette, per quei turisti che desiderino compiere escursioni più lontano dalle stazioni. Il biglietto giornaliero viene venduto direttamente a bordo del treno turistico dai membri della FVO. Con il gentile permesso dei macchinisti che si avvicendano alla guida delle automotrici nelle varie giornate di effettuazione dei viaggi, è possibile anche rallentare (o fermare per qualche secondo) il treno d'epoca nei due punti più spettacolari della linea da Asciano a Monte Antico, ovvero sul Viadotto Del Bagno (dal quale si scorge un ampio panorama delle Crete Senesi), ed all'uscita del tunnel di Casalta (dove si può scorgere in lontananza il castello di Ripa D'Orcia, sovrastante il fiume omonimo), per permettere ai turisti di fotografare il paesaggio. Viene costruito dai volontari della FVO un piccolo marciapiede fra le stazioni di Monte Amiata e di Sant'Angelo Scalo dove talvolta i turisti possono scendere dal treno per fotografare un lungo tratto del fiume Orcia. Con il gentile permesso dei capitreno talvolta i viaggiatori possono - a turno - sostare durante il viaggio per qualche minuto sulla soglia della cabina di guida per osservare il macchinista mentre guida il treno. Coloro che scendono dal treno turistico in una qualunque stazione fra Siena e Monte Antico possono usufruire dei sentieri predisposti dal Club Alpino Italiano - sezione di Siena, che collegano le varie stazioni fra di loro e conducono i turisti alle attrattive paesaggistiche più belle della zona. Per le piccole comitive i soci della FVO possono fornire anche il servizio pranzo avvalendosi di un agriturismo situato a 1600 metri a sud della stazione di Monte Antico. Durante il periodo primaverile vengono organizzati dai volontari alcuni treni extra infrasettimanali (mercoledì o giovedì) con automotrici Aln 668 sul tragitto percorso dal Trenonatura ad uso delle scolaresche della zona che ne facciano richiesta.
La seconda tipologia di viaggio organizzata sul triangolo ferroviario Siena - Asciano - Monte Antico prevede un treno speciale con trazione a vapore (più raramente diesel) e carrozze d'epoca di tipo "Centoporte" o "Corbellini". Di solito le locomotive provengono dal Deposito Rotabili Storici di Pistoia. Inizialmente questi viaggi vengono organizzati all'inizio ed alla fine della stagione turistica, nei mesi di aprile, novembre e dicembre. Questo tipo di viaggi prevede la prenotazione obbligatoria del posto a sedere per chiunque e non sono previste fermate al di fuori delle stazioni di destinazione del viaggio e di Monte Antico. Tutti i passeggeri devono salire a Siena (più raramente a Grosseto), dove ha inizio il viaggio della durata di un intero giorno. Il treno percorre il primo tratto in direzione sud da Siena a Monte Antico via Buonconvento, che richiede oltre un'ora. A Monte Antico i passeggeri possono scendere dal treno per sgranchirsi le gambe in quanto è prevista una sosta obbligatoria di almeno un quarto d'ora. È necessario sganciare la locomotiva a vapore dal treno, che si trova sul secondo binario. La locomotiva viene portata all'estremità ovest della stazione dove si trova lo scambio che immette sul binario uno (di corsa), utilizzato dai treni regionali da Siena a Grosseto. Successivamente la locomotiva transita a velocità ridotta sul binario uno, percorrendolo per intero fino all'estremità est della stazione. Qui si trova lo scambio che permetterà alla locomotiva di venire reinserita sul binario due e di essere agganciata all'altra estremità del treno d'epoca (dopo un rifornimento d'acqua nel tender tramite la colonna idraulica), allo scopo di proseguire il viaggio in direzione nord-est sulla linea per Asciano. Dopo un certo numero di chilometri percorsi da Monte Antico ad Asciano il treno turistico si ferma in una stazione (che cambia ad ogni viaggio) per far scendere tutti i passeggeri. Data la grande quantità di turisti trasportati con ogni singolo convoglio (dell'ordine di centinaia di passeggeri), risulta opportuno avvalersi della disponibilità delle organizzazioni locali dei comuni di destinazione di ogni viaggio allo scopo di fornire ai turisti valide ragioni di intrattenimento, quali sagre, feste paesane, mercatini, rievocazioni storiche, ecc... Qualora l'evento si svolta in un comune distante dalla stazione dove sono scesi i turisti dal treno, sono previsti dei bus navetta. Talvolta è possibile prenotare anche il pranzo insieme al treno storico, previa disponibilità dei posti nel comune di destinazione. Di solito il treno resta fermo nella stazione dove sono scesi i passeggeri per tutta la giornata, in attesa che nel tardo pomeriggio rientrino a bordo e che il viaggio di ritorno a Siena via Asciano abbia luogo. Dato che nelle vetture passeggeri d'epoca è assente l'impianto audio che permetta di comunicare con i passeggeri di tutti i vagoni in contemporanea, in questa modalità di viaggio il compito dei volontari della FVO consiste nel controllo dei biglietti, nell'illustrazione delle caratteristiche del veicolo e delle basilari norme di sicurezza - in ogni scompartimento. Talvolta i volontari si occupano durante il viaggio anche del controllo della corretta chiusura e della sorveglianza delle porte di accesso ai vagoni. Data la lunghezza del tragitto, spesso vengono ingaggiati dei musicisti che allietino i viaggiatori nei vagoni mentre il treno è in movimento.
Dal 1996 al 2010 il Trenonatura ha avuto un'impennata nel numero di viaggiatori trasportati, con crescente soddisfazione da parte della clientela. Nel 2007 sono stati trasportati circa 10 000 passeggeri. Nel maggio 2008 sono stati annunciati nuovi finanziamenti da parte degli enti locali e di Rete Ferroviaria Italiana. Anche alcune emittenti televisive, sia locali, sia nazionali od estere hanno realizzato filmati a bordo del Trenonatura da inserire in documentari relativi alla provincia di Siena. Anche alcune guide turistiche cartacee segnalano il Trenonatura fra le attrattive turistiche del Senese.

### Periodo attuale (dal 2011 in poi)
Nel 2011 il tipo di servizio cambia, con la completa sparizione delle "Giornate ordinarie con littorine d'epoca" e l'effettuazione dei soli treni unici con trazione a vapore seguendo la seconda tipologia di viaggio vista in precedenza. In questo periodo, con il graduale disimpegno della Provincia di Siena dall'iniziativa subentra la società Terre di Siena quale sponsor principale che si occupa della contabilità e della promozione del servizio. La Provincia cede nel 2019 il marchio Trenonatura al Comune di Siena che tuttora lo detiene. Come referente per la fornitura dei treni storici, dal 2013 è attiva la Fondazione FS delle Ferrovie Italiane. Per la gestione delle prenotazioni si rende necessaria la collaborazione di un'agenzia di viaggi. L'opera dei volontari della FVO non cambia rispetto ai treni a vapore del periodo precedente. Dal 2011 in poi vengono organizzati viaggi (spesso con la denominazione "Treni in Val d'Orcia") al di fuori del Senese, come da Pistoia a Marradi (per la Sagra Delle Castagne), oppure da Pisa e Livorno per Saline Di Volterra; più raramente fuori dalla Toscana, come da Rimini a Marradi oppure da Roma Termini a Fabro.

## Percorso
Le escursioni con il Trenonatura durano una intera giornata e partono e arrivano alla stazione di Siena dove sono possibili le coincidenze con i treni regionali di Trenitalia. Ciascun treno percorre l'anello ferroviario Siena - Monte Antico - Asciano - Siena.
In ogni escursione il treno si ferma in una stazione diversa della ferrovia Asciano - Monte Antico dove i viaggiatori possono scendere per visitare il paese e quelli limitrofi. Spesso vengono organizzati pranzi e mercatini dove si possono gustare e comprare i prodotti tipici della zona.
Il Trenonatura percorre il cuore della Val d'Orcia ai piedi del Monte Amiata dove a dominare il paesaggio sono le caratteristiche Crete Senesi. Il territorio ha un incredibile valore paesaggistico tanto da essere annoverato tra Patrimoni dell'umanità dell'UNESCO.
Con il Trenonatura è possibile visitare i musei aderenti al circuito dei Musei Senesi dove è possibile vedere numerosi reperti archeologici, opere d'arte e strumenti della vita contadina.
È inoltre possibile abbinare il treno con la bici ed il trekking: da ogni stazione si dipartono numerosi sentieri e piste ciclabili ben segnalate.

## Composizione dei treni
Nella stagione primaverile e autunnale, il servizio è espletato da una locomotiva a vapore che traina carrozze centoporte e Corbellini. Il materiale rotabile storico è stato ceduto da Trenitalia alla Fondazione Ferrovie dello Stato Italiane. Sono abitualmente impiegate quattro locomotive che si alternano in base alla disponibilità e all'efficienza: la Gr741.120, la Gr640.148, la Gr685.089 e la Gr685.196
Per effettuare alcuni tipi di treni storici vengono impiegati anche i locomotori: D 445.1006 o D 445.1011, D 343.2026 o D 443 2022 rigorosamente in livrea verde vagone, castano e isabella. Sono anche usate le automotrici ALn 772.3263 e 3265 insieme alla rimorchiata Ln664.3507